# Gore Beyond Necropsy
Gore Beyond Necropsy (desde el 2005 llamados Noise-A-Go Go!!!), también abreviados como GBN, es una banda japonesa de grindcore formada en 1989 en Kanagawa, Japón. es considerado uno de los mayores exponentes del grindcore japonés, junto con S.O.B.
La música de Gore Beyond Necropsy se considera extrema, fuerte, cruda, satírica y violenta, incorporando elementos del powerviolence, noise, noisecore, goregrind, hardcore punk, thrashcore, entre otros, el grupo también es antisistema y anarquista.
Han teloneado y colaborado splits con GUT, Regurgitate, entre otros. incluido el músico japonés Merzbow en su colaboración de su álbum debut "Rectal Anarchy" de 1997.
Gore Beyond Necropsy es considerado de culto y en general para los oyentes del grindcore.[cita requerida]
El grupo, desde 2005, cambió su nombre a Noise-A-Go Go!!!, sacando su álbum debut del 2007 titulado Rock 'n' Noise Grind 'n' Roll.

## Integrantes

### Formación actual
- Mamoru Ohmichi - vocal
- Akinobu Ohtaki - guitarra
- Kiyonobu Ohtaki - vocal de apoyo, bajo
- Hironori Kobayashi - ruidos
- Hayato - batería

## Discografía

### Álbumes de estudio

#### Como Gore Beyond Necropsy
- 1997: "Rectal Anarchy" (en colaboración con el músico japonés Merzbow)
- 1998: "Noise-A-Go Go!!!"
- 1999: "Go! Filth Go!!!"

#### Como Noise-A-Go Go!!!
- 2007: "Rock 'n' Noise Grind 'n' Roll"

### EP
- 1992: "I Recommend You...Amputation"
- 1993: "This Is an EP You Want"
- 1995: "Rectal Grinder" (en colaboración con Merzbow)
- 1996: "Faecal Noise Holocaust"
- 2002: "Fullthröttle Chaös Grind Machine"
- 2003: "Wild 'N' Frantic Rock 'N' Roll Special"

### Recopilaciones
- 1997: "Live and Reh. Nov. '96"
- 1999: "Hard 'n' Heavy hors série Death Metal - Welcome to Graveland Chapter 1"
- 2000: "Wizards of Gore: A Tribute to Impetigo"
- 2001: "Comeback of Goregods: Tribute to Regurgitate" (tributo a Regurgitate)
- 2004: "The Horror Hive"
- ?: "Grind as Fuck - Japanese Grind / Blurr / Noise Compilation Cassette"

### Splits
- 1994: "Split" (con GUT)
- 1996: "Split" (2) (con Senseless Apocalypse)
- 1999: "Nothing but Enemies" (con GUT)
- 1999: "Minch / Gore Beyond Necropsy" (con Minch)
- 2000: "Arsedestroyer / Gore Beyond Necropsy" (con Arsedestroyer)
- 2000: "Gore Beyond Necropsy / Sodomy and Carnal Assault" (con Regurgitate)
- 2003: "Triple Shocks!!! Freak Noise Show" (con Arsedestroyer y Nikudorei)